# Kameleonter
Kameleonter (Chamaeleonidae) är en familj i ödlornas underordning och kräldjurens klass. Det finns ungefär 200 kameleontarter. Ordet kameleont kommer från grekiskans "chamaileʹōn" som betyder "litet lejon på marken". Kameleonter påträffas dock sällan på marken utan är utpräglat busk- eller trädlevande.

## Biologi
Kameleonter har en masklik, klibbig och långt utsträckbar tunga med klubblik spets. Tungan kan skjutas ut lika långt som kameleontens totala kroppslängd. De har klätterfötter och gripsvans. Svansen används som ett extra ben och kan alltså gripa tag runt föremål. Kroppen är hög och hoptryckt från sidorna, med bågformigt böjd, tunn rygg. Huvudet är pyramidformigt och kantigt med en knappt synlig hals. De smala och delvis trinda benen är försedda med fem tår. Tårna är undertill klädda med en kornig hud och bildar ett slags griporgan. På framfötterna är de tre inre och de två yttre sammanvuxna, liksom de tre yttre och de två inre tårna på bakfötterna. Stjärten är trind och stark, avsmalnande mot spetsen och kan hoprullas snäckformigt. Huden saknar fjäll, men är i stället försedd med små, korniga upphöjningar, mellan vilka ibland det finns små plåtar och släta fält.
Ögonen omsluts kapselformigt av fjälliga ögonlock, som bara lämnar en liten, rund öppning för pupillen. Båda ögonen är fullständigt oberoende av varandra i sina rörelser och kan riktas åt två olika håll samtidigt. Denna egenskap gör det möjligt för kameleonten att, utan att röra sig, betrakta hela sin omgivning och enkelt upptäcka sitt byte. Tungan ligger i vilande tillstånd sammandragen i svalget, men kan sträckas ut till 1–1,5 gånger kroppslängden. 
Kameleonterna är kända för sina färgförändringar. Färgbyten sker med hjälp av optiska hudceller som ligger i olika skikt på varandra. Varje skikt skapar en annan färg. Kameleonternas färgförändringar är till största delen sociala signaler, till exempel för att signalera rädsla eller aggressivitet, men kan också bero på värmebalans eller fungera som kamouflage.
Storleken skiljer sig åt mellan olika arter. Kameleonter kan bli mellan 3,5 centimeter och upp till cirka 70 centimeter långa.
De äter insekter och andra leddjur, men de större arterna kan även äta mindre ryggradsdjur. Kameleonter lever 2–3 år i fångenskap beroende på vilken art det är, en del kommer upp i 8–10 år.

## Fortplantning
Kameleonter lägger ungefär mellan 5 och 40 ägg som begravs i jorden. Ett fåtal arter föder levande ungar.

## Förekomst
De lever i Gamla världen och huvudsakligen i Afrika. Det finns 203 beskrivna kameleontarter (2016) och ett stort antal tillhör släktet Chamaeleo. Nästan hälften av dessa arter finns på Madagaskar.

## Underfamiljer och släkten
- Chamaeleoninae
  - Bradypodion (Fitzinger, 1843)
  - Calumma (Gray, 1865)
  - Chamaeleo (Laurenti, 1768)
  - Furcifer (Fitzinger, 1843)
  - Kinyongia (Tilbury, Tolley and Branch, 2006)
  - Nadzikambia (Tilbury, Tolley and Branch, 2006)
- Brookesiinae
  - Brookesia (Gray, 1865)
  - Rhampholeon (Günther, 1874)
  - Rieppeleon (Matthee, Tilbury and Townsend, 2004) [5]

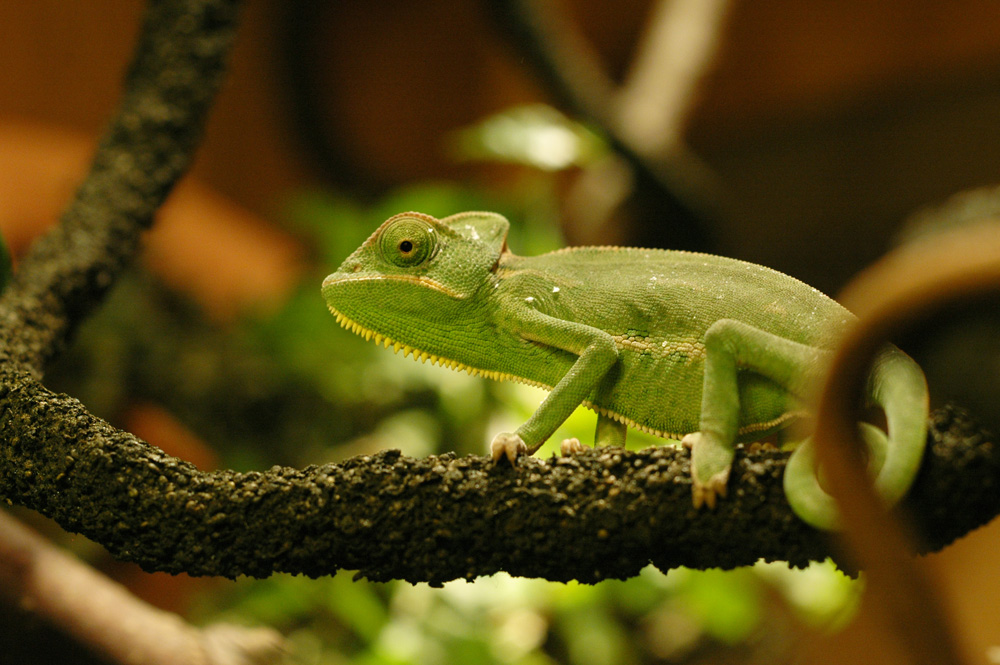
En ung Yemenkameleonthona (Chamaeleo calyptratus).